# Tyllinge
Tyllinge är en ort norr om herrgården Tyllinge säteri i Dalhems socken i Västerviks kommun, Kalmar län. Tyllinge klassades som en småort år 1995 av SCB.